# Shiro Amano
Pour les articles homonymes, voir Amano.
Shiro Amano (天野 シロ, Amano Shiro) né le 4 janvier 1976 est un mangaka japonais qui a travaillé sur plusieurs projets, dont l'adaptation en manga de la célèbre série de jeux vidéo Kingdom Hearts.

## Travaux

### Manga
- Boku to watashi no hen'ai jijō (ボクとワタシの変愛事情?)
- Kaburi Monster (かぶりもんスター☆?)
- Kingdom Hearts
- Kingdom Hearts: Chain of Memories
- Kingdom Hearts 2
- Kingdom Hearts 358/2 Days
- Legend of Mana
- Scratch (SCRΑTCH!?)
- The World Ends with You

### Illustrations de romans
- Breath of Fire IV
- Kingdom Hearts

### Jeux vidéo
- Dragon Quest and Final Fantasy in Itadaki Street Special (Concepteur de personnages)
- Dragon Quest and Final Fantasy in Itadaki Street Portable (Concepteur de personnages)
- Itadaki Street DS (Concepteur de personnages)
- Super Deformed Gundam
- Lord of Vermilion (Conseillé)

### Artbook
- Amano Shiro (天野 シロ) Art Works Kingdom Hearts